# Alfons XIII d'Espanya
Alfons XIII d'Espanya (castellà: Alfonso)  (Palau Reial de Madrid, 17 de maig de 1886 - Villanueva Mesía, 28 de febrer de 1941) fou rei d'Espanya (1902-1931) i cap de la casa reial espanyola (1931-1941). Fou fill pòstum d'Alfons XII d'Espanya i de l'arxiduquessa Maria Cristina d'Àustria.

## Infància i educació

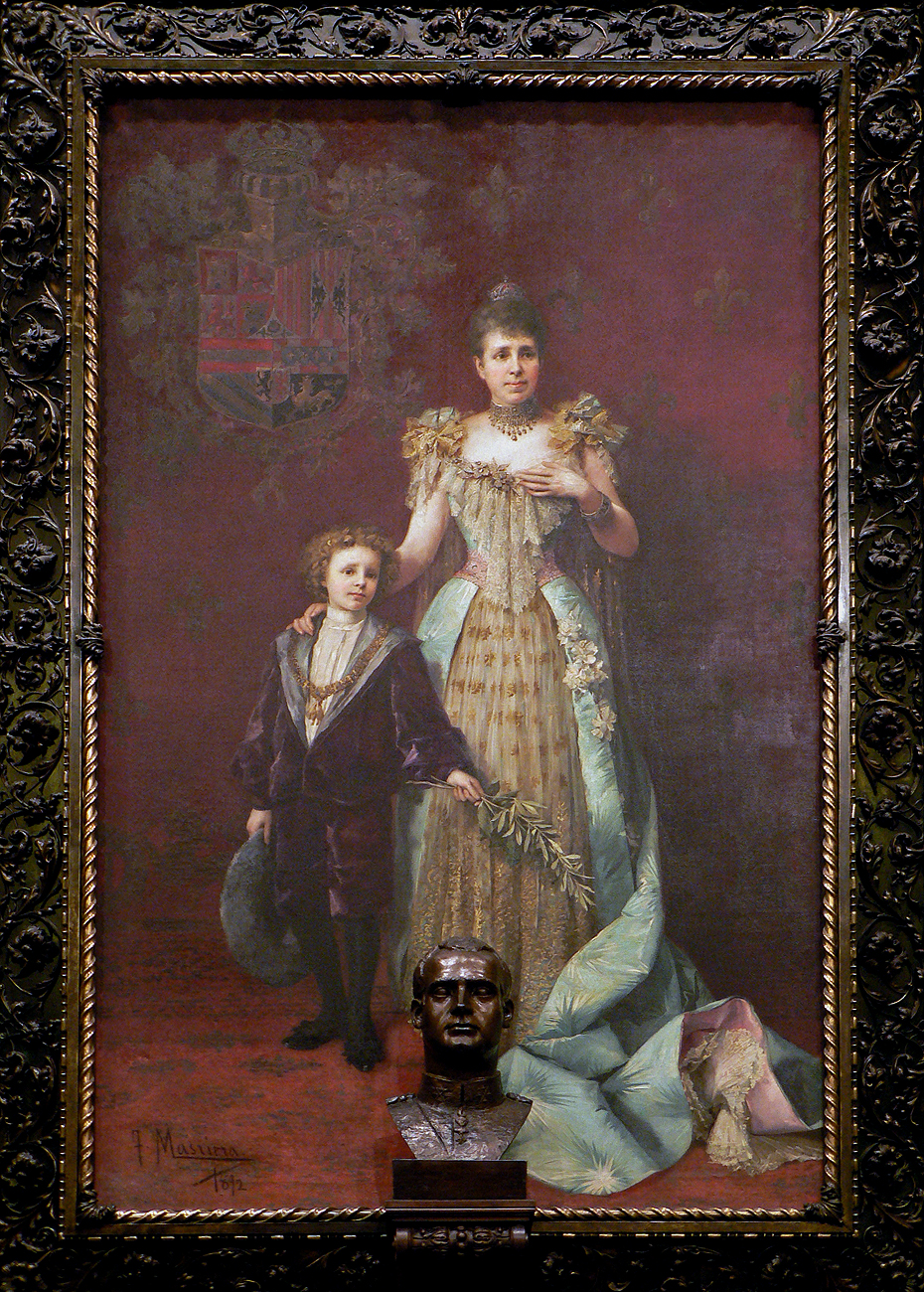
Alfons XIII amb la seva mare, la Reina Regent Maria Cristina. Retrat pintat per Francesc Masriera i Manovens

Fill del rei Alfons XII d'Espanya, que era fill de la reina Isabel II d'Espanya i de l'infant Francesc d'Assís d'Espanya, i de l'arxiduquessa Maria Cristina d'Àustria, filla de l'arxiduc Carles d'Àustria i de l'arxiduquessa Elisabet d'Àustria.
Alfons, com a fill pòstum d'Alfons XII, i amb la seva mare com a reina regent, en néixer el 17 de maig de 1886, es va convertir en rei d'Espanya. Ràpidament es va anunciar a Madrid el naixement d'un nen, i cinc dies més tard va ser batejat a la capella del Palau Reial, tenint com a padrins al papa Lleó XIII i la seva tieta, la infanta Isabel.
Educat únicament en els ambients de palau per una sèrie d'instructors, envoltat de comoditats, la relació amb nens de la seva edat era ocasional i jugava només amb fills de l'alta noblesa. De fet, el rei va viure aïllat del que succeïa a la resta del país, especialment d'aquelles informacions i qüestions més candents de l'època, especialment aquelles referents a la «qüestió social» i al temor a les posicions revolucionàries, sent decisiva la seva mare en la seva educació, prohibint que Alfons s'assabentés que seria major d'edat als quinze; Maria Cristina va esdevenir una figura materna que desprenia autoritat, afecte, rigor, preocupada per l'educació i la protecció del seu fill en un clima difícil.

La seva mare va procurar-li un rígid i extens pla d'estudis que Alfons va haver de complir al llarg de la seva minoria, que va condicionar el seu horari en el dia a dia:
| «                                     | (castellà) Se levantaba a las siete, tanto en verano como en invierno. Tras el baño venían unos ejercicios de gimnasia. Después del desayuno, clases de idiomas. A las diez de la mañana, una hora equitación en la Casa de Campo o en el Pardo. A continuación ejercicios de tiro al blanco, esgrima, billar o fútbol. A las doce, almuerzo y descanso. A la una se reanudaban las clases seguidas de equitación o paseos en bicicleta. Más clases hasta la hora de cenar y, a las ocho, a la cama a dormir. | (català) Es llevava a les set, tant a l'estiu com a l'hivern. Després del bany venien uns exercicis de gimnàstica. Després de l'esmorzar, classes d'idiomes. A les deu del matí, una hora d'equitació a la Casa de Campo o al Pardo. A continuació exercicis de tir al blanc, esgrima, billar o futbol. A les dotze, dinar i descans. A la una tornaven a començar les classes seguides d'equitació i passeigs en bicicleta. Més classes fins a l'hora de sopar i, a les vuit, al llit. | » |
| — Extret de: Fisas, 2001, p. 276-277. | | |   |

## Regència de Maria Cristina
En morir Alfons XII l'any 1885, la reina Maria Cristina fou nomenada reina regent. La mort del rei obria una etapa d'inquietud política, car la reina encara estava embarassada i del sexe de la criatura depenia que fos el nou nat o Maria de la Mercè qui heretés el tron. L'obra de govern de Maria Cristina fou la d'aplicar i seguir el Pacte del Pardo de 1879 entre els líders dels partits dinàstics Antonio Cánovas del Castillo i Práxedes Mateo Sagasta, per tal de garantir la continuïtat del sistema i evitar inestabilitats polítiques. Gràcies al pacte, que suposà l'abandó del govern conservador en favor del liberal, i l'actuació de Maria Cristina, Sagasta es convertí en l'home de la regència, que duria a terme les reformes i transformacions més importants de la Restauració.
Aquest període fou testimoni de la derrota davant els Estats Units i la pèrdua de les colònies de Cuba, Puerto Rico i Filipines (Tractat de París, 1898).

## Regnat

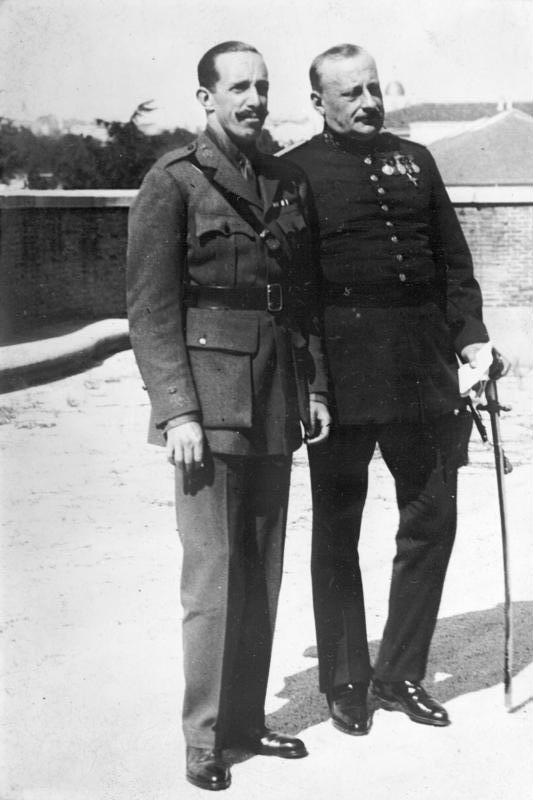
Alfons XIII amb Miguel Primo de Rivera (1930)

Alfons XIII fou declarat major d'edat als setze anys (1902) i mostrà des del començament la seva voluntat de no sotmetre's a les limitacions constitucionals (encomanà el govern a polítics que li eren addictes i practicà una doble diplomàcia) a més de la seva perillosa inclinació envers l'exèrcit. Irritat per la manca de docilitat de Maura, el deixà caure davant la protesta contra la repressió de la Setmana Tràgica de Barcelona (1909), i confià el govern a José Canalejas y Méndez, que presidí la darrera etapa de govern estable fins que fou assassinat el 1912. Simultàniament es llançà a la guerra colonial, en consolidar-se el protectorat a la zona nord del Marroc pel tractat franco-espanyol del 1912.
El fraccionament dels partits, que practicà conscientment, culminà quan el 1913 cridà Eduardo Dato al poder, prescindint del cap del partit conservador, que era Maura, i escindint aquella organització política. Però, en acabar-se la Primera Guerra Mundial i iniciar-se una etapa d'inquietud política i social, es trobà desemparat dels mecanismes de defensa tradicionals, que no pogueren substituir els fugaços governs de concentració (govern nacional del 1918, etc.). La situació esdevingué greu en descobrir-se la seva intervenció directa en la Guerra del Marroc, prescindint de l'alt comandament militar i induint al general Silvestre a una acció que dugué al sagnant Desastre d'Annual. Per tal d'evitar la discussió de les responsabilitats, afavorí el cop d'estat militar del general Miguel Primo de Rivera (setembre del 1923). S'iniciaren així sis anys llargs de dictadura, amb la repressió sistemàtica del catalanisme, al qual el rei (popularment conegut a Catalunya com "en Cametes", perquè tenia les cames molt primes) era ben hostil, malgrat les seves ambigüitats formals. Però en advertir que el règim dictatorial podia enfonsar la monarquia mateixa en el seu fracàs, es desfeu de Primo de Rivera (gener del 1930) i intentà un impossible retorn al constitucionalisme, després del parèntesi de la dictablanda del general Berenguer. La màquina del caciquisme estava rovellada i els millors dels vells polítics l'havien abandonada: les eleccions municipals del 12 d'abril de 1931 mostraren que el país s'inclinava per la república, i el rei, temorós de possibles violències i abandonat per tothom, partí d'Espanya, evitant ser deposat, esperant que un dia el tornarien a cridar perquè no va abdicar. Lluny d'això, el suport de l'opinió pública minvaria amb els anys, malgrat la seua frustrada aproximació al carlisme amb el Pacte de Territet del 12 de setembre del 1931 amb la branca dinàstica rival degut a la sobtada mort de Jaume de Borbó i de Borbó-Parma el 2 d'octubre que va deixar anul·lat el pacte.

### Dades dels atemptats contra Alfons XIII
| Data       | Estat   | Ciutat | Lloc           | Responsable  | Acció criminal  | Resultat | Víctimes col·laterals   |
| 30/05/1905 | França  | París  | Rue Rohan      | Desconegut   | Esclat de bomba | Il·lès   | No                      |
| 31/05/1906 | Espanya | Madrid | Calle Mayor 88 | Mateu Morral | Esclat de bomba | Il·lès   | 60 morts aproximadament |

## Exili i mort
S'exilià a França primerament i després a Roma, on rebé el suport de la família reial italiana i se separà de la seva muller, que s'instal·là a la localitat suïssa de Lausana.
El 1936 aprovà plenament l'aixecament del 18 de juliol pensant que d'aquesta manera es podria restaurar la monarquia. Tot i això, amb el transcurs dels esdeveniments, Franco va deixar clar que el rei difícilment arribaria a exercir un paper en el futur, a conseqüència dels errors del passat. Quan va finalitzar la guerra i, en no restaurar-se la monarquia, el rei suposadament va declarar al periodista nord-americà John T. Whitaker: "Vaig elegir Franco quan no era ningú. Ell m'ha traït i enganyat en cada pas".
El 15 de gener de 1941, poc abans de morir, va renunciar els seus drets dinàstics en el seu tercer fill, Joan de Borbó. Va morir el 28 de febrer de 1941 en una habitació del Gran Hotel de Roma a causa d'una angina de pit. El gener de 1980, per designi del seu net Joan Carles I, les seves despulles foren traslladades de Roma (eren inhumades a l'església de la Mare de Déu de Montserrat) al panteó de Reis del Monestir de l'Escorial.

## Matrimoni
Diverses foren les candidates a muller del rei Alfons XIII d'Espanya, d'aquestes destaquen la princesa Victòria Lluïsa de Prússia, la princesa Margarida del Regne Unit i la seva germana la princesa Patrícia del Regne Unit filles del duc de Connaught. També s'havia pensat en alguna princesa francesa o en una arxiduquessa austríaca. Finalment l'elegida va ser la princesa Victòria Eugènia de Battenberg.
El 31 de maig de 1906 es casà amb la princesa Victòria Eugènia de Battenberg filla del príncep Enric de Battenberg i de la princesa Beatriu del Regne Unit. Era per tant neta per línia paterna del príncep Alexandre de Hessen-Darmstadt i de la comtessa polonesa Júlia von Hauke i per línia materna de la reina Victòria I del Regne Unit i del príncep Albert de Saxònia-Coburg Gotha.
El matrimoni estigué ple de controvèrsies, la condició humil de la princesa britànica, ja que era tan sols una princesa de Battenberg amb el tractament d'altesa sereníssima i neta d'una simple comtessa polonesa. A la vegada la princesa no posseïa cap mena de fortuna i vivia a cost de la família reial britànica al Palau de Kensington. A més a més, la jove professava el protestantisme: un greu impediment per la família reial espanyola. Però el que realment es veia perillós era que la princesa era portadora del gen de l'hemofília i era probable que l'introduís als seus fills. Superats els obstacles la parella es casà a l'església dels Jerónimos de Madrid. Al mateix dia del casament l'anarquista català Mateu Morral els llençà un ram de flors amb una bomba que explotà damunt del cotxe de cavalls de la parella que sortí il·lesa de l'atemptat.

### Descendència
La parella s'establí al Palau Reial de Madrid i tingueren sis fills:
- Alfons, nat a Madrid el 1907 i mort a Miami el 1938 en un accident automobilístic. Es casà dues vegades, amb Edelmira Sampedro i amb Marta Rocafort. Renuncià als drets sobre el tron espanyol a causa del seu matrimoni desigual.
- Jaume, nat a Madrid el 1908 i mort el 1975. Es casà amb l'aristòcrata francesa descendent dels prínceps de Rúspoli Emmanuella Dampierre de la qual es divorcià l'any (1949), i en segones núpcies amb Carlota Tiedemann. Renuncià els seus drets sobre la corona espanyola l'any 1933 a causa de la seva sordesa.
- Beatriu, nada a Madrid el 1909 i morta a Roma el 2002. Es casà el 1935 amb el príncep de títol vaticà Alexandre Torlonia.
- Maria Cristina, nada a Madrid el 1911 i morta el 1996. Es casà l'any 1940 amb Enric Marone.
- Joan, nat a Madrid el 1913 i mort a Pamplona el 1993 a causa d'un càncer. Es casà amb la princesa Maria de la Mercè de Borbó-Dues Sicílies a Roma el 1935.
- Gonçal, nat a Madrid el 1914 i mort en una carretera austríaca l'any 1934

El fantasma de l'hemofília aparegué a les vides dels reis d'Espanya ja des del naixement del seu primer fill. Tant el príncep Alfons com el príncep Gonçal eren patidors d'aquesta malaltia, i les princeses Beatriu i Maria Cristina eren portadores del gen de l'hemofília. La successió s'agreujà pel fet que l'infant Jaume era sordmut i això era considerat un greu impediment. Només l'infant Joan gaudia d'un perfecte estat de salut.